# 49481 Gisellarubini
49481 Gisellarubini este un asteroid din centura principală de asteroizi.

## Descriere
49481 Gisellarubini este un asteroid din centura principală de asteroizi. A fost descoperit pe 24 ianuarie 1999 la Monte Agliale de Matteo Santangelo. Asteroidul prezintă o orbită caracterizată de o semiaxă mare de 3,10 ua, o excentricitate de 0,13 și o înclinație de 1,2° în raport cu ecliptica.